# Ому (Чад)
Ому (фр. Omou) — деревня в Чаде, расположенная на территории региона Тибести. Входит в состав департамента Восточное Тибести. Население составляют представители субэтнической группы теда народа тубу.

## Географическое положение
Деревня находится в северо-западной части Чада, в северо-восточной части плоскогорья Тибести, на высоте 1103 метров над уровнем моря.
Ому расположен на расстоянии приблизительно 1084 километров к северо-северо-востоку (NNE) от столицы страны Нджамены.

## Климат
Климат Ому характеризуется как аридный жаркий (BWh в классификации климатов Кёппена). Уровень атмосферных осадков, выпадающих в течение года крайне низок (среднегодовое количество — 12 мм). Средняя годовая температура воздуха составляет 21,5 °C. Средняя температура самого холодного месяца (января) составляет 11,7 °С, самого жаркого месяца (июня) — 28,6 °С..

## Транспорт
Ближайший аэропорт расположен в городе Бардаи.